# Eupteryx bharatiae
Eupteryx bharatiae är en insektsart som beskrevs av Irena Dworakowska 1980. Eupteryx bharatiae ingår i släktet Eupteryx och familjen dvärgstritar. Inga underarter finns listade i Catalogue of Life.